# Leichtathletik-Weltmeisterschaften 2011/Teilnehmer (Belgien)
| Gelbes Symbol für Goldmedaillen mit stilisierten Olympischen Ringen | Graues Symbol für Silbermedaillen mit stilisierten Olympischen Ringen | Braundes Symbol für Bronzemedaillen mit stilisierten Olympischen Ringen |
| ------------------------------------------------------------------- | --------------------------------------------------------------------- | ----------------------------------------------------------------------- |
| —                                                                   | —                                                                     | 1                                                                       |

Der belgische Leichtathletik-Verband stellte bei den Leichtathletik-Weltmeisterschaften 2011 im koreanischen Daegu neun Teilnehmer.

## Ergebnisse

### Männer

#### Laufdisziplinen
| Athlet                                                    | Disziplin | Vorlauf        | Vorlauf | Halbfinale    | Halbfinale    | Finale         | Finale        |
| Athlet                                                    | Disziplin | Zeit           | Platz   | Zeit          | Platz         | Zeit           | Platz         |
| --------------------------------------------------------- | --------- | -------------- | ------- | ------------- | ------------- | -------------- | ------------- |
| Kevin Borlée                                              | 400 m     | 44,77 s        | 2       | 45,02 s       | 3             | 44,90 s        | Bronze        |
| Jonathan Borlée                                           | 400 m     | 45,16 s        | 7       | 45,14 s       | 4             | 45,07 s        | 5             |
| Jeroen D’hoedt                                            | 1500 m    | 3:45,54 min    | 31      | ausgeschieden | ausgeschieden | ausgeschieden  | ausgeschieden |
| Jonathan Borlée Antoine Gillet Nils Duerinck Kevin Borlée | 4 × 400 m | 3:00,71 min SB | 6       |               |               | 3:00,41 min SB | 5             |

#### Zehnkampf
| Athlet                  | Disziplin | 100 m      | Weit- sprung | Kugel- stoßen | Hoch- sprung | 400 m   | 110 m Hürden | Diskus- wurf | Stabhoch- sprung | Speer- wurf | 1500 m      | Punkte | Platz |
| ----------------------- | --------- | ---------- | ------------ | ------------- | ------------ | ------- | ------------ | ------------ | ---------------- | ----------- | ----------- | ------ | ----- |
| Thomas Van der Plaetsen | Ergebnis  | 11,20 s PB | 7,79 m PB    | 12,76 m       | 2,17 m PB    | 49,46 s | 14,79 s      | 37,20 m      | 5,10 m           | 58,91 m     | 4:45,86 min | 8069   | 13    |
| Thomas Van der Plaetsen | Punkte    | 817        | 1007         | 653           | 963          | 840     | 875          | 608          | 941              | 721         | 644         | 8069   | 13    |

### Frauen

#### Laufdisziplinen
| Athletin         | Disziplin    | Vorlauf    | Vorlauf | Halbfinale    | Halbfinale    | Finale        | Finale        |
| Athletin         | Disziplin    | Zeit       | Platz   | Zeit          | Platz         | Zeit          | Platz         |
| ---------------- | ------------ | ---------- | ------- | ------------- | ------------- | ------------- | ------------- |
| Anne Zagré       | 100 m Hürden | 13,47 s    | 32      | ausgeschieden | ausgeschieden | ausgeschieden | ausgeschieden |
| Élodie Ouédraogo | 400 m Hürden | 55,40 s PB | 10      | 55,29 s PB    | 11            | ausgeschieden | ausgeschieden |

#### Siebenkampf
| Athletin   | Disziplin | 100 m Hürden | Hochsprung | Kugelstoßen | 200 m | Weitsprung | Speerwurf | 800 m | Punkte | Platz |
| ---------- | --------- | ------------ | ---------- | ----------- | ----- | ---------- | --------- | ----- | ------ | ----- |
| Sara Aerts | Ergebnis  | 13,38 s SB   | 1,74 m SB  | 12,49 m     | DNS   | -          | -         | -     | -      | DNF   |
| Sara Aerts | Punkte    | 1068         | 903        | 694         | -     | -          | -         | -     | -      | DNF   |